# Улица Ушинского (Ярославль)
У́лица Уши́нского (бывшая Стрелецкая улица, Красная улица) — улица в центральной части города Ярославля. Лежит между площадью Волкова и Красной площадью. Нумерация домов ведётся от Красной площади. Движение по улице Ушинского одностороннее.

## История
В XVI веке вдоль стены Земляного города образовалось поселение стрельцов — стрелецкая слобода. Её жители занимались обороной и охраной города, тушением пожаров, несли караульную службу. В 1646 году в Стрелецкой слободе проживала «ратная» сила из 211 воинов (185 стрельцов и 26 пушкарей). После расформирования в начале XVIII века стрелецкого войска слобода стала называться Солдатской, но за её улицей сохранилось название Стрелецкая.
При перестройке города по регулярному плану 1778 года улица была немного расширена и стала начинаться от Семёновской площади и заканчиваться у Власьевской площади. Официально стала частью Вологодской улицы (вместе с современными улицами Комсомольской и Красный Съезд), однако в обиходе (а позже и официально) её продолжали называть Стрелецкой. На планах города XIX — начала XX века улица в основном подписана как Стрелецкая, или Стрелецкая-Вологодская.
В 1820 году была срыта стена Земляного города, на её месте вдоль Стрелецкой улицы разбит Казанский бульвар и выстроен Городской театр.
В 1918 году после захвата города большевики переименовали Стрелецкую улицу в Красную — по цвету, символизировавшему их власть.
В январе 1946 года улицу переименовали в улицу Ушинского в честь К. Д. Ушинского, преподававшего в 1846—1849 годах в Демидовском юридическом лицее и проживавшего в доме на этой улице.

## Здания и сооружения
- № 2 — Здание бывшего ресторана «Старый пассаж», построенное в 90-е годы XVIII века. В 1877 году здание перешло во владение купца Волкова и было переоборудовано под ресторан[3].
- № 4, 4в, 4г и 6 — Бывшая усадьба Лопатиных[4]. Эти объекты занимает Управление Судебного департамента в Ярославской области, Отдел по обеспечению деятельности мировых судей. В частности, здесь рассматривают дела некоторые судьи Ярославского областного суда. В советское время в доме № 4 располагался Заволжский районный суд. В 2010 г. здание № 6 надстроено, с искажением пропорций, в духе фасадизма.
- № 8 — Бывшая усадьба Щербакова
- № 16, 16а и 16б — Бывшая усадьба Вахрамеева. Ныне — военный комиссариат по Кировскому, Красноперекопскому и Фрунзенскому районам Ярославля[5]
- № 24 и 24б — Бывшая усадьба Шапулиных-Сорокиных[6]
- № 26 — Бывший дом Холщевникова. Ныне — межрайонный отдел вневедомственной охраны по г. Ярославлю[7]
- № 30 — Бывший дом Чувалдиных, построенный в 1808 году, в котором жил в 1846—1849 годах К. Д. Ушинский
- № 32 — Бывший дом Оловянишникова, сооруженный в 1870 году[8]
- № 38 — Бывший дом Петражицкого, построенный в 1875 году[9]

- Бывший ресторан «Старый пассаж» (№ 2)
- Бывшая усадьба Лопатиных (№ 4)
- Бывшая усадьба Лопатиных (№ 6)
- Бывшая усадьба Вахрамеева (№ 16)
- Бывшая усадьба Шапулиных-Сорокиных (№ 24)
- Бывший дом Чувалдиных (№ 30)
- Бывший дом Оловянишникова (№ 32)
- Бывший дом Петражицкого (№ 38)